# 花崗山文化
花崗山文化是台灣新石器時代文化，距今約4500年，主要分佈在花東縱谷、海岸山脈北段及奇萊平原。花崗山文化三處遺址出土了大量台灣史前時期的墓葬和文物。